# Якість законодавства
Якість законодавства — це внутрішня сукупність соціальних та юридичних властивостей притаманних його формі та змісту, що обумовлюють здатність законодавства задовольняти конкретні потреби суспільства.
Аспекти якості законодавства:
1. Соціальний, що пов'язаний із його змістом;
2. Юридичний, що пов'язаний з формою.

## Соціальний аспект якості законодавства
Соціальний аспект якості законодавства передбачає такі критерії:
- Актуальність — відповідність змісту законодавчого акта основним напрямам розвитку суспільства;
- Ресурсозабезпеченість — Це співвідношення між запасами природних ресурсів і обсягом їх використання!
- Законність — відповідність Конституції України й іншим актам чинного законодавства;
- Правовий характер законів — відповідність законів принципам демократії та соціальної справедливості. При створенні законів слід враховувати нормам моралі;
- Взаємообумовленість — гармонійний взаєморозвиток закону і правової системи держави, узгодженість законодавчих актів з економічною, політичною та соціальною системами;
- Визначеність — зміст правових норм повинен бути зрозумілий кожному, вони повинні чітко визначати, які особи та в яких ситуаціях за які дії можуть бути притягнуті до юридичної відповідальності, а також чітко вказувати на правові наслідки певного діяння;

## Юридичний аспект якості законодавства
- Використання наукового підходу на стадії виникнення правової ідеї.
- Акти законодавства повинні створюватись професійними розробниками-юристами.
- Правова експертиза повинна бути невід'ємним етапом створення кожного нормативно-правового акту.
- Необхідно дотримуватись принципу системності правового регулювання суспільних відносин.